# Ваттасиды
Ваттасиды (араб. وطاسيون‎) — берберская династия, правившая в Марокко в 1472—1554 годах. Происходила из племени бану ваттас — боковой ветви бану марин — Маринидов.
В 1420—1458 годах Ваттасиды в качестве регентов и везирей от имени Маринидов фактически правили страной и возглавляли борьбу против португальцев, которые после взятия Сеуты (1415 год) стремились захватить Атлантическое побережье Марокко.
Стали самостоятельными правителями в 1472 году после захвата города Фес.
Правители из династии Ваттасидов тщетно пытались побороть местный сепаратизм, освободить от португальцев прибрежные города и объединить под своей властью Марокко.
В 1554 году Али Абу Хассун погиб в войне с Саадидами, и династия Ваттасидов прекратила своё существование.

## Правители из династии Ваттасидов
- Мухаммед аш-Шейх (1472—1504),
- Мухаммед аль-Буртукали (1504—1526),
- Абуль-Аббас Ахмед (1526—1549, с перерывом в 1545—1547),
- Али Абу Хассун (1549—1554)